# Clematis henryi
Clematis henryi är en ranunkelväxtart som beskrevs av Daniel Oliver. Clematis henryi ingår i släktet klematisar, och familjen ranunkelväxter.

## Underarter
Arten delas in i följande underarter:
- C. h. mollis
- C. h. ternata
- C. h. trifolia